# Hymenops perspicillatus
Hymenops perspicillatus е вид птица от семейство Tyrannidae, единствен представител на род Hymenops.

## Разпространение
Видът е разпространен в Аржентина, Боливия, Бразилия, Парагвай, Перу, Уругвай и Чили.